# 반창군
반창군은 라용주의 행정 구역이다. 이 지역의 총 인구 수는 2005년 기준으로 49189명이다. 인구 밀도는 206.3km2이다.

## 행정 구역
| 번호 | 지명        | 태국어 지명 | 빌리지 | 인구   |  |
| ---- | ----------- | ----------- | ------ | ------ |  |
| 1.   | Samnak Thon | สำนักท้อน     | 8      | 16,442 |  |
| 2.   | Phla        | พลา         | 7      | 9,432  |  |
| 3.   | Ban Chang   | บ้านฉาง      | 7      | 23,315 |  |

## 같이 보기
- 우타파오 국제공항